# Бозманский тракт

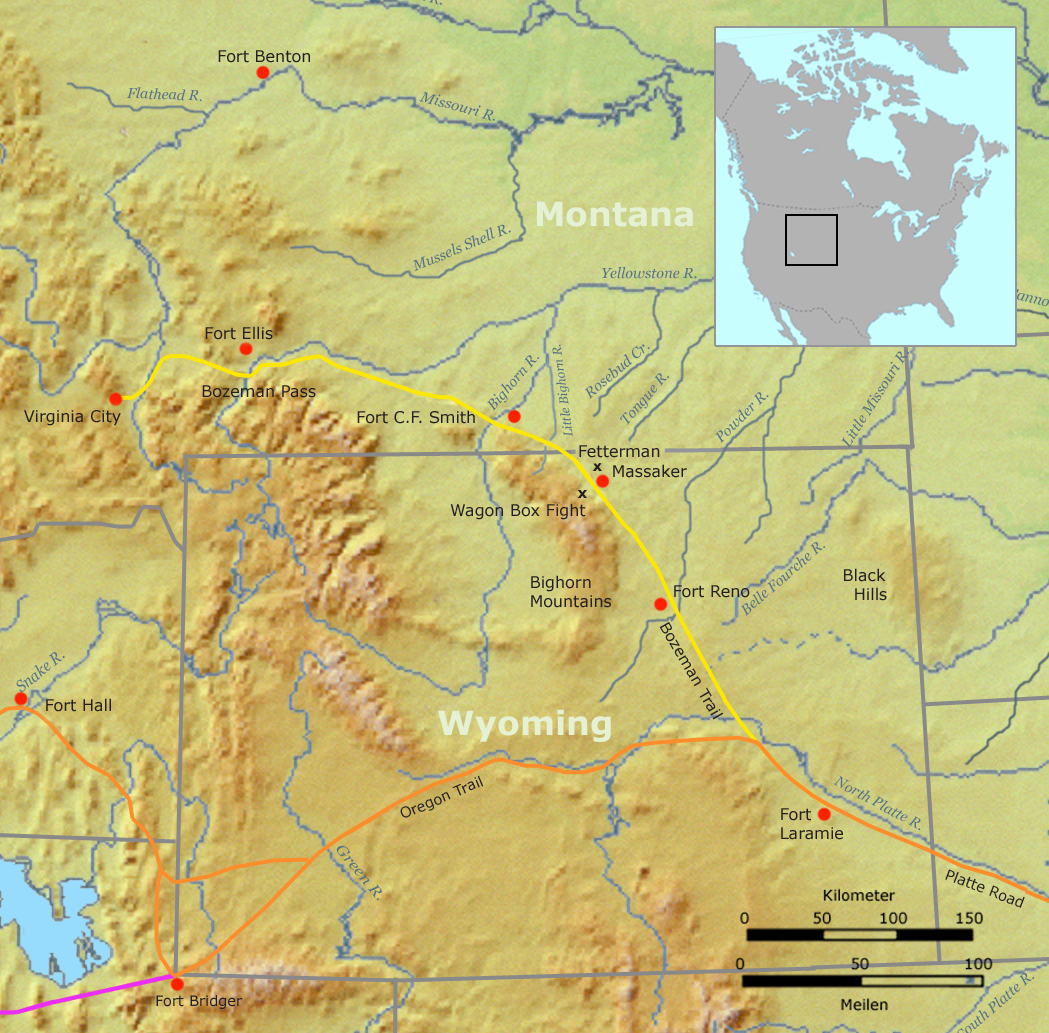
Тракт на карте США

Бозманский тракт — это дорога, проложенная во второй половине XIX века. Первопроходцы столкнулись с ожесточённым сопротивлением коренных жителей этих территорий. Именно здесь армия Соединённых Штатов провела несколько военных кампаний против индейцев, и поэтому это место имеет большое историческое значение.

## Основание
В 1863 году Джон Бозмен и Джон Джейкобс искали прямой путь из Вирджиния-Сити (Монтана) в центральный Вайоминг, для связи с Орегонским трактом. Этот тракт был наиболее прямым и самым полноводным из всех предыдущих трактов в Монтану.